# Marava pulchella
Marava pulchella je druh hmyzu z čeledi Spongiphoridae. Přirozeně se vyskytuje v Karibiku a v Severní Americe. Jako první tento druh v roce 1839 popsal francouzský entomolog Jean Guillaume Audinet-Serville.